# 亨利三世 (羅伊斯-施萊茨)
亨利三世（德語：Heinrich III，1603年10月31日—1640年7月12日），羅伊斯-施萊茨伯爵，亨利二世的第三子。

## 家庭
1637年，亨利三世與薩爾姆-紐夫維爾的朱麗安妮·伊莉莎白結婚，兩人共有1子1女：
1. 亨利一世（1639年—1692年）
2. 瑪德琳·朱麗安妮（1641年—1659年），早逝